# Nasbinals
Nasbinals är en kommun i departementet Lozère i regionen Occitanien i södra Frankrike. Kommunen ligger i kantonen Nasbinals som tillhör arrondissementet Mende. År 2022 hade Nasbinals 576 invånare.

## Befolkningsutveckling
Antalet invånare i kommunen Nasbinals
| Referens: INSEE |